# Hortenbacher Siefen
Der Hortenbacher Siefen ist ein 1,6 km langer, orografisch linker Zufluss des Hortenbachs und gehört zum Flusssystem der Dhünn, eines Nebenflusses der Wupper.

## Geographie

### Verlauf
Der Hortenbacher Siefen entspringt auf einer Höhe von etwa 198 m ü. NHN nordöstlich von Oberhortenbach.
Er durchfließt das Landschaftsschutzgebiet „Wälder und Siefen am Eichenberg“ und mündet schließlich auf einer Höhe von 117,9 m südlich von Bülsberg von links in den Hortenbach.

### Zuflüsse
Ihm fließen zu:
- Unterhortenbacher Delle (rechts), 0,4 km
- Rauhensiefen (links), 0,8 km
- Hortensiefen (rechts), 0,2 km
- Kleiner Eichenberger Siefen (links), 0,2 km

### Flusssystem Dhünn
- Liste der Fließgewässer im Flusssystem Dhünn